# Epinephelus irroratus
Epinephelus irroratus là một loài cá biển thuộc chi Epinephelus trong họ Cá mú. Loài này được mô tả lần đầu tiên vào năm 1801.

## Từ nguyên
Tính từ định danh irroratus trong tiếng Latinh có nghĩa là "phủ đầy hạt", hàm ý đề cập đến các chấm trắng nhỏ trên mỗi vảy ở loài này.

## Phân bố và môi trường sống
E. irroratus là loài đặc hữu của quần đảo Marquises (Polynésie thuộc Pháp) ở Nam Thái Bình Dương. Ghi chép của loài này ở những khu vực khác có vẻ là nhầm lẫn.
E. irroratus sống gần các rạn san hô và trên các ám tiêu ở độ sâu khoảng 20–50 mét, nhưng có thể sâu hơn tới 100 m.

## Mô tả
Chiều dài cơ thể lớn nhất được ghi nhận ở E. irroratus là 34 cm. Loài này có màu nâu đỏ với các chấm trắng trên mỗi vảy tạo kiểu hình đốm. Vệt nâu đỏ sẫm ở hàm trên. Viền đỏ sẫm nổi bật trên gai vây lưng. Rìa sau của vây ngực có màu trắng.
Số gai ở vây lưng: 11; Số tia vây ở vây lưng: 16; Số gai ở vây hậu môn: 3; Số tia vây ở vây hậu môn: 8.

## Sử dụng
E. irroratus chủ yếu được đánh bắt trong nghề cá quy mô nhỏ, mà mức độ khai thác loài này được đánh giá là thấp.